# Conférence Nord-Sud de Cancún
Pour les articles homonymes, voir Conférence de Cancún.

Chefs d'État et de gouvernement à la Conférence Nord-Sud de Cancún, au Cancun Sheraton Hotel Beach in Mexico, le 23 octobre 1981.
De gauche à droite, premier rang : Ronald Reagan (États-Unis), Siméon Aké (Côte-d'Ivoire), Abdus Sattar (Bangladesh), Chadli Bendjedid (Algérie), Hans-Dietrich Genscher (RFA), Pierre Elliott Trudeau (Canada), Jose Lopez Portillo (Mexique), Prince Fahd ben Abdelaziz Al Saoud (Arabie saoudite), Willibald Pahr (Autriche), Ramiro Saraiva Guerreiro (Brésil), Zhao Ziyang (Chine), Ferdinand Marcos (Philippines).
Second rang : Sergej Kraigher (Yougoslavie), Julius Nyerere (Tanzanie), Margaret Thatcher (Royaume-Uni), Zenko Suzuki (Japon), Forbes Burnham (Guyana), François Mitterrand (France), Indira Gandhi (Inde), Alhaji Shehu Shagari (Nigéria), Thorbjörn Fälldin (Suède), Luis Herrera Campins (Vénézuéla), Kurt Waldheim (ONU).

La conférence Nord-Sud de Cancún eut lieu au Mexique, du 22 au 23 octobre 1981. De son nom complet « conférence Nord-Sud de Cancún pour la Coopération internationale et le Développement », elle était destinée à sortir les pays d'Amérique latine du cercle vicieux de l'endettement, et fut l'unique sommet « Nord-Sud »,. Elle rassembla 22 pays.

## Déroulement
La conférence devait initialement se dérouler début juin 1981, mais son report les 22-23 octobre 1981 a été annoncé le 15 mars. Le 21 octobre 1981, tous les participants ont diné ensemble. Dès son arrivée, François Mitterrand s'est entretenu une heure avec Chadli Bendjedid. Il affirme avant le début de la conférence « La conférence de Cancun offre une chance historique à la paix ». Le sujet principal de l'évènement portait de savoir si on admettait ou non qu'à la suite de cette conférence, les grands problèmes du monde soient discutés entre tous les pays du monde, ce qui n'était pas encore le cas alors.
La conférence fut présidée par le président du Mexique López Portillo et elle rassembla des chefs d'État du Nord et du Sud : le Mexique, les États-Unis d'Amérique, la Chine, les membres de la Communauté économique européenne, le Japon, la Côte d'Ivoire, etc.
François Mitterrand y fit l'un de ses premiers déplacements officiels à l'étranger, et y prononça un discours sur la nécessité de modifier les termes de l'échange entre les pays industrialisés et les pays en voie de développement ; il y affirme la volonté de la France de contribuer activement au développement du Tiers Monde par la coopération. Le Premier ministre chinois demande « l'établissement d'un nouvel ordre économique international ».
Même si cette conférence fut exceptionnelle pour l'époque, elle n'eut pas de suite. Son insuccès (partiel ou total,,, selon les sources) fut expliqué notamment par la mauvaise volonté des États-Unis (par le biais de leur président Ronald Reagan,), mais également par le fait que les autres pays industrialisés n'y étaient pas prêts. En 1982, une crise financière, commencée au Mexique, atteint les autres pays latino-américains, tous fortement endettés. Le Mexique se déclare en faillite le 12 août 1982. Les gouvernements étrangers, le FMI et les grandes banques rééchelonnent la dette de ces pays, qui passe du court terme au long terme.